# بیستون بنرود
بیستون بنرود، روستایی از توابع بخش ارژن شهرستان شیراز در استان فارس ایران است.

## جمعیت
این روستا در دهستان دشت ارژن  و در مجاورت روستای مختارآباد بن رود قرار دارد و براساس سرشماری مرکز آمار ایران در سال ۱۳۸۵.مردم این روستا از سادات موسوی هستند و به زبان لری سخن می گویند.